# Lycoriella conspicua
Lycoriella conspicua är en tvåvingeart som först beskrevs av Johannes Winnertz 1867.  Lycoriella conspicua ingår i släktet Lycoriella och familjen sorgmyggor.
Artens utbredningsområde är Österrike. Inga underarter finns listade i Catalogue of Life.